# Port Walter
 (août 2021).
Si vous disposez d'ouvrages ou d'articles de référence ou si vous connaissez des sites web de qualité traitant du thème abordé ici, merci de compléter l'article en donnant les références utiles à sa vérifiabilité et en les liant à la section « Notes et références ».
 (août 2021).
La mise en forme du texte ne suit pas les recommandations de Wikipédia : il faut le « wikifier ».
Les points d'amélioration suivants sont les cas les plus fréquents :
- Les titres sont pré-formatés par le logiciel. Ils ne sont ni en capitales, ni en gras.
- Le texte ne doit pas être écrit en capitales (les noms de famille non plus), ni en gras, ni en italique, ni en « petit »…
- Le gras n'est utilisé que pour surligner le titre de l'article dans l'introduction, une seule fois.
- L'italique est rarement utilisé : mots en langue étrangère, titres d'œuvres, noms de bateaux, etc.
- Les citations ne sont pas en italique mais en corps de texte normal. Elles sont entourées par des guillemets français : « et ».
- Les listes à puces sont à éviter, des paragraphes rédigés étant largement préférés. Les tableaux sont à réserver à la présentation de données structurées (résultats, etc.).
- Les appels de note de bas de page (petits chiffres en exposant, introduits par l'outil «  Source ») sont à placer entre la fin de phrase et le point final[comme ça].
- Les liens internes (vers d'autres articles de Wikipédia) sont à choisir avec parcimonie. Créez des liens vers des articles approfondissant le sujet. Les termes génériques sans rapport avec le sujet sont à éviter, ainsi que les répétitions de liens vers un même terme.
- Les liens externes sont à placer uniquement dans une section « Liens externes », à la fin de l'article. Ces liens sont à choisir avec parcimonie suivant les règles définies. Si un lien sert de source à l'article, son insertion dans le texte est à faire par les notes de bas de page.
- La présentation des références doit suivre les conventions bibliographiques. Il est recommandé d'utiliser les modèles {{Ouvrage}}, {{Chapitre}}, {{Article}}, {{Lien web}} et/ou {{Bibliographie}}. Le mode d'édition visuel peut mettre en forme automatiquement les références.
- Insérer une infobox (cadre d'informations à droite) n'est pas obligatoire pour parachever la mise en page.

Pour une aide détaillée, merci de consulter Aide:Wikification.
Si vous pensez que ces points ont été résolus, vous pouvez retirer ce bandeau et améliorer la mise en forme d'un autre article.
Port Walter est situé du côté sud-est de l'île Baranof à Sitka City and Borough, en Alaska. Il est composé de deux parties : Little Port Walter et Big Port Walter.
Little Port Walter abritait un salage de hareng au tournant du siècle et les ruines sont encore visibles. Little Port Walter avait autrefois une petite communauté, mais elle a été remplacée par une station de recherche qui étudie les cycles de vie de plusieurs espèces de saumon. Il y a un personnel de trois à quinze employés étatiques et fédéraux qui dirigent la station de recherche toute l'année.

## Climat
Little Port Walter a un climat océanique (Köppen Cfb) qui borde un climat océanique subpolaire (Cfc selon la classification de Köppen), avec seulement quatre mois ayant des températures moyennes supérieures à 10 °C. Il reçoit des précipitations annuelles moyennes de plus de 226 pouces ou 5 700 mm et, en tant que tel, est l'établissement permanent le plus humide des États-Unis et l'un des plus humides au monde avec de longs enregistrements climatiques. Jusqu'à soixante-dix-huit jours par an voient plus de 25 mm de pluie et/ou de neige par an, tandis qu'en octobre 1974, 1 758,4 mm de pluie tombaient et en janvier 1985, 1 566,4 mm. Les précipitations quotidiennes record étaient de 376,9 mm le 6 décembre 1964. Le mois le plus sec était février 1989 avec 16 mm, tandis que le jour le plus chaud jamais enregistré était le 12 août 1990 avec 31,1 °C.  Et le plus froid le 2 janvier 1966 avec −17,8 °C pendant la nuit. La plus forte chute de neige en un mois était de 2,39 m en décembre 2001.
| Mois                                  | jan.     | fév.     | mars     | avril   | mai     | juin    | jui.    | août    | sep.    | oct.    | nov.     | déc.     | année    |
| ------------------------------------- | -------- | -------- | -------- | ------- | ------- | ------- | ------- | ------- | ------- | ------- | -------- | -------- | -------- |
| Température minimale moyenne (°C)     | −0,6     | −0,4     | −0,1     | 2,1     | 4,9     | 8       | 10,2    | 10,3    | 8,3     | 4,9     | 1,7      | 0,2      | 4,1      |
| Température moyenne (°C)              | 1,3      | 1,7      | 2,4      | 5,1     | 8,5     | 11,3    | 13,2    | 13,3    | 10,9    | 7,2     | 3,7      | 2        | 6,7      |
| Température maximale moyenne (°C)     | 3,3      | 3,8      | 4,9      | 8,2     | 12,1    | 14,6    | 16,3    | 16,3    | 13,5    | 9,6     | 5,8      | 3,8      | 9,3      |
| Record de froid (°C) date du record   | −18 1966 | −16 1968 | −15 1955 | −8 1966 | −4 1950 | 0 1955  | 1 2019  | 2 2019  | −3 2019 | −5 1984 | −16 1985 | −16 1970 | −18 1966 |
| Record de chaleur (°C) date du record | 15 1989  | 14 1995  | 14 2019  | 19 2003 | 22 1983 | 27 1991 | 26 1993 | 31 1990 | 23 1993 | 16 2012 | 14 2020  | 13 2014  | 31 1990  |
| Précipitations (mm)                   | 710,4    | 480,8    | 460      | 372,1   | 310,6   | 199,4   | 263,4   | 425,2   | 653,3   | 802,9   | 746,5    | 816,6    | 6 241,2  |
| dont neige (cm)                       | 535,9    | 528,3    | 603      | 243,1   | 0       | 0       | 0       | 0       | 0       | 0,5     | 149,1    | 387,1    | 2 447    |
| Nombre de jours avec précipitations   | 24,2     | 19,3     | 20,3     | 18,8    | 15      | 14,5    | 15      | 16,7    | 21      | 24,1    | 24,5     | 24,6     | 238      |
| Nombre de jours avec neige            | 16,8     | 15       | 14,8     | 3,1     | 0       | 0       | 0       | 0       | 0       | 0,1     | 5,6      | 12,6     | 68       |